# Strażnica WOP Międzyzdroje
Strażnica Wojsk Ochrony Pogranicza Wołyń (Wollin)/Wald/Międzyzdroje – zlikwidowany podstawowy pododdział graniczny Wojsk Ochrony Pogranicza pełniący służbę graniczną na granicy morskiej.

Strażnica Straży Granicznej w Międzyzdrojach – zlikwidowana graniczna jednostka organizacyjna Straży Granicznej realizująca zadania bezpośrednio w ochronie granicy państwowej.
Placówka Straży Granicznej w Międzyzdrojach – zlikwidowana graniczna jednostka organizacyjna Straży Granicznej realizująca zadania w ochronie granicy państwowej.

## Formowanie i zmiany organizacyjne
Strażnica została sformowana w 1945 w strukturze 15 komendy odcinka Międzyzdroje jako 75 strażnica WOP [Wołyń (Wollin)] o stanie 56 żołnierzy. Kierownictwo strażnicy stanowili: komendant strażnicy, zastępca komendanta do spraw polityczno-wychowawczych i zastępca do spraw zwiadu. Strażnica składała się z dwóch drużyn strzeleckich, drużyny fizylierów, drużyny łączności i gospodarczej. Etat przewidywał także instruktora do tresury psów służbowych oraz instruktora sanitarnego.
Z dniem 1 kwietnia 1947 strażnica, pozostając nadal w strukturach 15 komendy odcinka, została przekazana do Szczecińskiego Oddziału WOP nr 3 i przeniesiona do Międzyzdrojów.

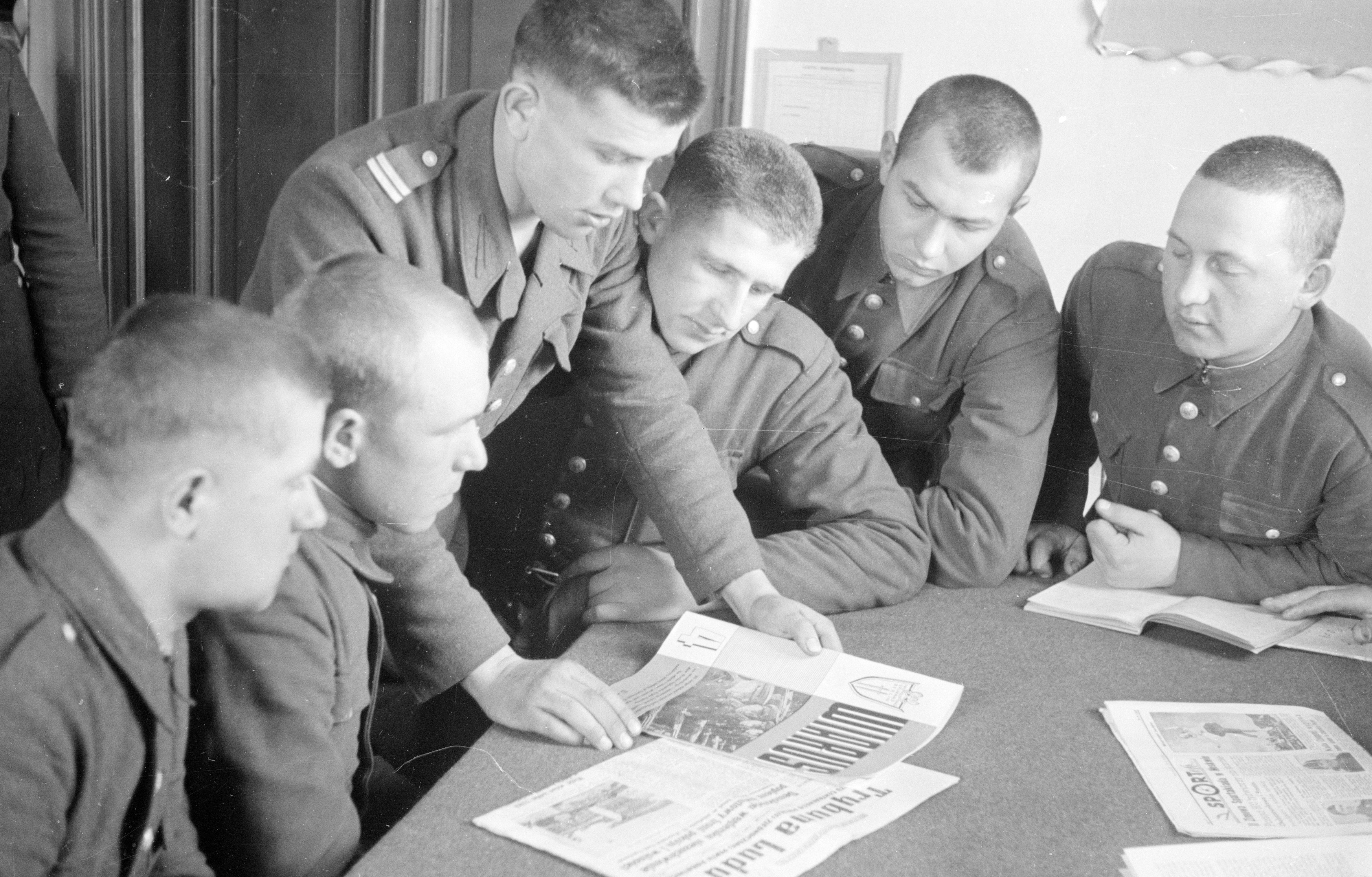
Żołnierze WOP w świetlicy (1948)

W związku z reorganizacją oddziałów WOP w 1948, strażnica podporządkowana została dowódcy 46 batalionu OP.
Od stycznia 1951 strażnica podlegała dowódcy 125 batalionu WOP.
Od 15 marca 1954 wprowadzono nową numerację strażnic, a 75 strażnica WOP Międzyzdroje I kategorii otrzymała nr 71.
Rozkazem organizacyjnym dowódcy WOP nr 0148 z 2 września 1963 przeformowano Strażnicę WOP Międzyzdroje na Strażnicę WOP Międzyzdroje nadmorską kategorii II.
W 1965 rozformowany został batalion portowy WOP Świnoujście, a Strażnicę WOP Międzyzdroje podporządkowano bezpośrednio pod sztab brygady.
W 1968 powtórnie sformowano batalion nadmorski WOP Świnoujście. Strażnica weszła w jego skład, jako 2 strażnica WOP Międzyzdroje nadmorska III kategorii.
Strażnica WOP Międzyzdroje do 15 maja 1991 była w strukturach Pomorskiej Brygady Wojsk Ochrony Pogranicza.
Straż Graniczna:
16 maja 1991 po rozwiązaniu Wojsk Ochrony Pogranicza, strażnica Międzyzdroje weszła w podporządkowanie Pomorskiego Oddziału Straży Granicznej w Szczecinie i przyjęła nazwę Strażnica Straży Granicznej w Międzyzdrojach .
Na podstawie zarządzenia nr 017 Komendanta Głównego Straży Granicznej z 12 marca 1992 przeformowano Pomorski Oddział SG wg etatu nr 44/039 i 2 czerwca 1992 strażnica w Międzyzdrojach przeszła w podporządkowanie komendanta Morskiego Oddziału Straży Granicznej w Gdańsku . Początkowo była to strażnica, następnie Zespół Obserwacji Wzrokowo–Technicznej, później znów strażnica.
W 2002 Strażnica SG w Międzyzdrojach miała status strażnicy SG I kategorii.
Od 24 sierpnia 2005 funkcjonowała jako Placówka Straży Granicznej w Międzyzdrojach do 31 marca 2010, kiedy to została rozformowania. Ochraniany przez placówkę odcinek granicy wraz z obiektami, przejęła Placówka Straży Granicznej w Świnoujściu. Zniesienie Placówki SG w Międzyzdrojach, wynikało z przyjętego przez Komendę Główną Straży Granicznej planu zmian organizacyjnych po przystąpieniu Polski do Obszaru Schengen i zniesienia kontroli granicznych, na jego wewnętrznych granicach w RP.

## Ochrona granicy

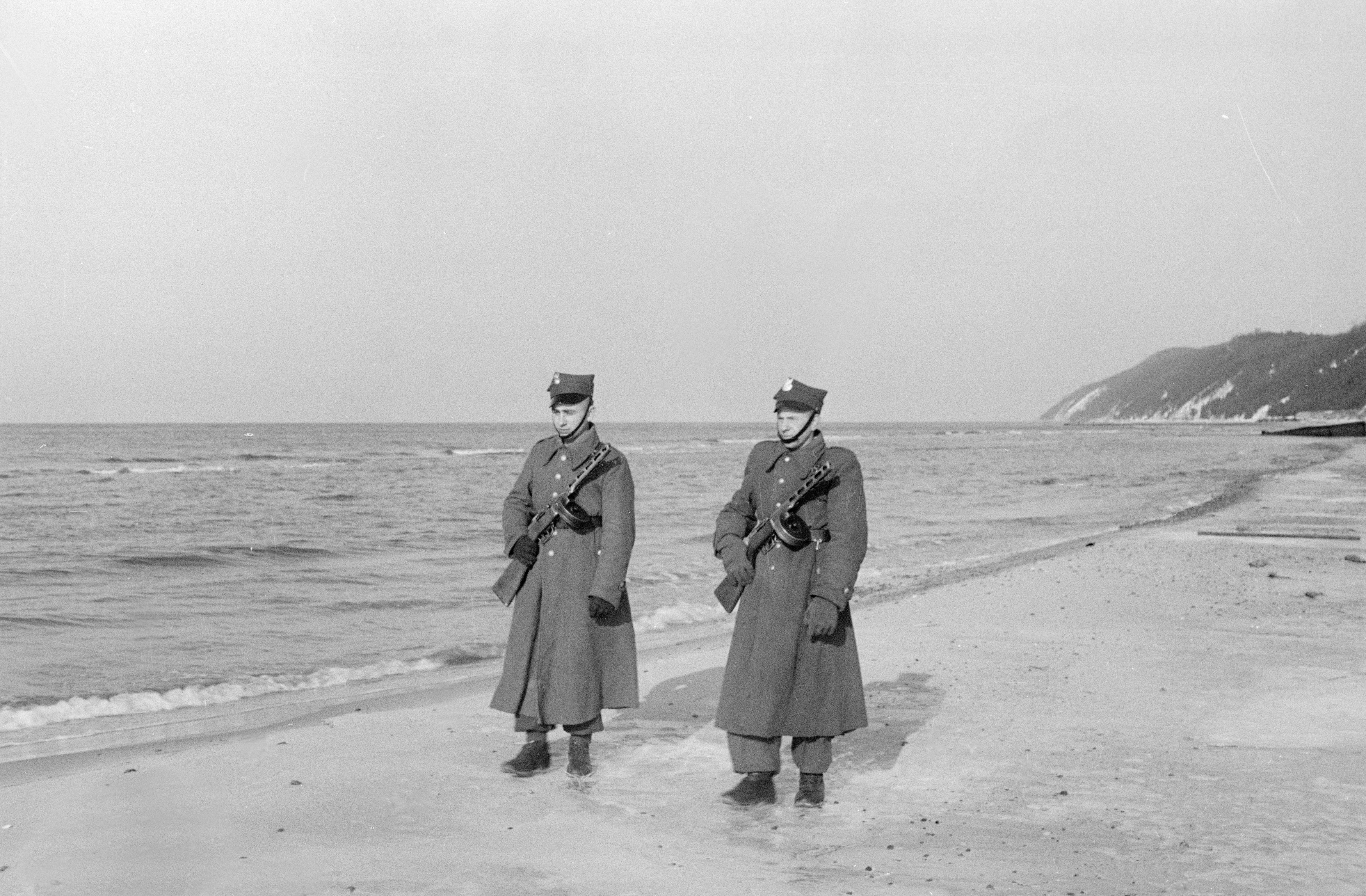
Żołnierze WOP z pistoletem maszynowym PPSz jako patrol graniczny (1948)

W pierwszej połowie lat 60. POWT WOP posiadały na swoim wyposażeniu stacje r./lok. polskiej konstrukcji (początkowo t. RO–231 a następnie RN–231), a także lunety i środki łączności przewodowej.
W 1963 rozformowano Strażnicę WOP Świnoujście-Port i Strażnicę WOP Świnoujście-Wybrzeże, a ochraniany odcinek granicy państwowej przejęła Strażnica WOP Międzyzdroje nadmorska. Natomiast Strażnica WOP Dziwnów nadmorska przejęła część odcinka Strażnicy WOP Międzyzdroje. Tym samym rozkazem zorganizowano GPK Świnoujście-Port.
W 1968 na odcinku strażnicy funkcjonowały punkty kontroli ruchu rybackiego (PKRR), w których kontrolę graniczną i celną osób, towarów oraz środków transportu wykonywała załoga strażnicy:
- PKRR Międzyzdroje
- PKRR Wisełka.

Strażnica WOP Międzyzdroje w 1969 miała na swoim odcinku 5 POWT WOP wykorzystywane do ochrony granicy państwowej.

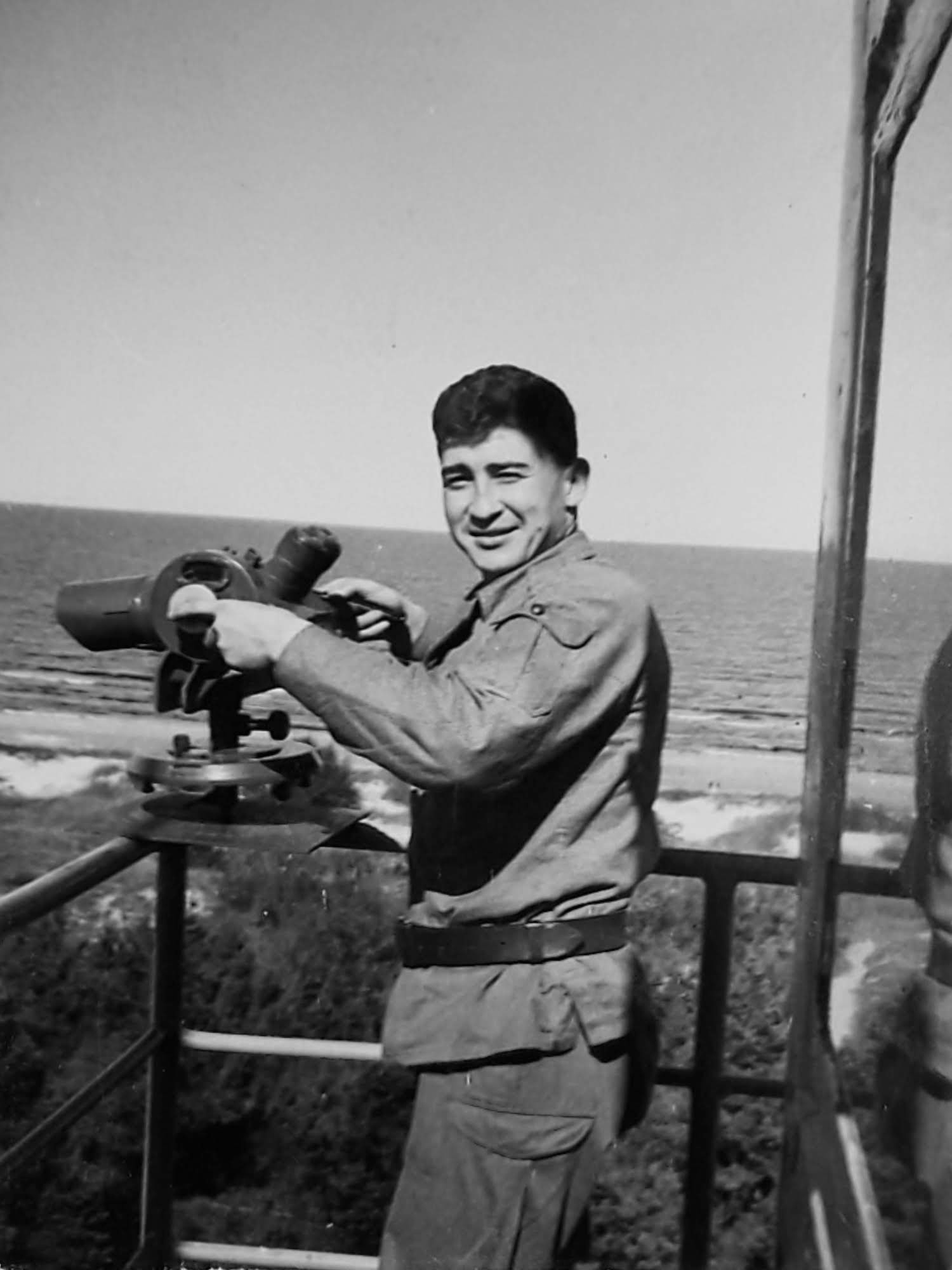
Żołnierz WOP na stanowisku bojowym SB-2 podczas prowadzenia obserwacji przy pomocy lunety optycznej na wieży POWT nr 4 (Przytór) (1985)

Wykaz punktów obserwacji wzrokowo-technicznej na odcinku Strażnicy WOP Międzyzdroje wg stanu z 1990:
- POWT nr 3 Świnoujście (bliski/daleki dozór – 16 Mm)[l]
- POWT nr 4 Przytór (bliski dozór – 4 Mm)[m]
- POWT nr 5 Międzyzdroje–Lubiewo (bliski dozór – 4 Mm)
- POWT nr 6 Grodno (bliski/daleki dozór – 16 Mm)
- POWT nr 7 Kołczewo (bliski dozór – 4 Mm).

Straż Graniczna:
Obszar służbowej odpowiedzialności Placówki SG w Międzyzdrojach do rozformowania, obejmował powiat kamieński.

## Strażnice sąsiednie
- 74 strażnica WOP Lubień ⇔ 76 strażnica WOP Nowa Wieś – 1946
- 74 strażnica OP Wydrzany ⇔ 76 strażnica OP Wisełka – 1949
- 70 strażnica WOP Partyzantów ⇔ 72 strażnica WOP Wisełka – 1954
- 3 strażnica WOP Świnoujście–Port kat. III ⇔ 1 strażnica WOP Wisełka kat. IV – 01.01.1960
- 3 strażnica WOP Świnoujście portowa ⇔ 1 strażnica WOP Dziwnów nadmorska kat. III – 1968

Straż Graniczna:
- Strażnica SG w Świnoujściu ⇔ Strażnica SG w Dziwnowie – 16.05.1991[12]
- Placówka SG w Świnoujściu ⇔ Placówka SG w Rewalu – 24.08.2005.

## Komendanci/dowódcy
- ppor. Władysław Stramik (był w 10.1946)[n].
- por. Antoni Mruk (1954–1955)
- por. Józef Kuna (01.12.1954–30.09.1955)[20]
- por. Jan Szubski (1955–1957)[21]
- por. Eustachy Wołoszyn (1959–1961)
- por. Andrzej Pawłowski (1961–co najmniej do 1972)

Komendanci strażnicy/placówki SG:
- mjr SG Maciej Keller
- kpt. SG Krzysztof Pietrzak
- mjr SG Bogdan Sobczak
- por. SG/mjr SG Waldemar Krzysztofik (był w 2002)[22]
- mjr SG Krzysztof Sosnowski – do rozformowania.